# Плейбой Карти
Джордан Терел Картър (роден на 13 септември 1995 г.), известен професионално като Playboi Carti, е американски рапър и автор на песни. Той е признат за експерименталния си музикален стил, мода и мистериозна публична персона. Роден и израснал в Атланта, Карти първоначално подписва с местния ъндърграунд лейбъл Awful Records, преди да подпише с AWGE под Интерскоуп Рекърдс.  След като придобива култ още в началото на кариерата си, Карти спечелва мейнстрийм внимание през 2017 г.
Дебютният микстейп на Карти излиза през април 2017 г. и влиза в Билборд Хот 100 за сингълите „Magnolia“ и „wokeuplikethis*“ (с участието на Lil Uzi Vert). Дебютният му студиен албум Die Lit (2018) достига 3-то място в американския Billboard 200.   След двугодишна пауза и малко нова издадена музика, дългоочакваният втори албум на Карти, Whole Lotta Red (2020), дебютира на първо място в Billboard 200 и се превръща в първото му издание, достигнало номер едно в класацията.

## Дискография
- Playboi Carti (2017)

- Die Lit (2018)

- Whole Lotta Red (2020)